# Dyrekcja Kolei w Gdańsku
Dyrekcja Kolei w Gdańsku – terytorialny organ zarządzania koleją, z siedzibą w Gdańsku. Mieści się w zabytkowym gmachu przy ul. Dyrekcyjnej 2-4 w Gdańsku.

## Historia
Od 1852 sieć kolejowa na tym obszarze była zarządzana z dyrekcji w Bydgoszczy przez lokalny Zarząd Wykonawczy Kolei Królewskich w Gdańsku (Königliche Eisenbahn-Betriebs-Amt zu Danzig). 43 lata później, w 1895, Pruskie Koleje Państwowe (Preußische Staatseisenbahnen) powołały Królewską Dyrekcję Kolei w Gdańsku (Königliche Eisenbahndirektion Danzig – KED Danzig), która funkcjonowała do 1919.

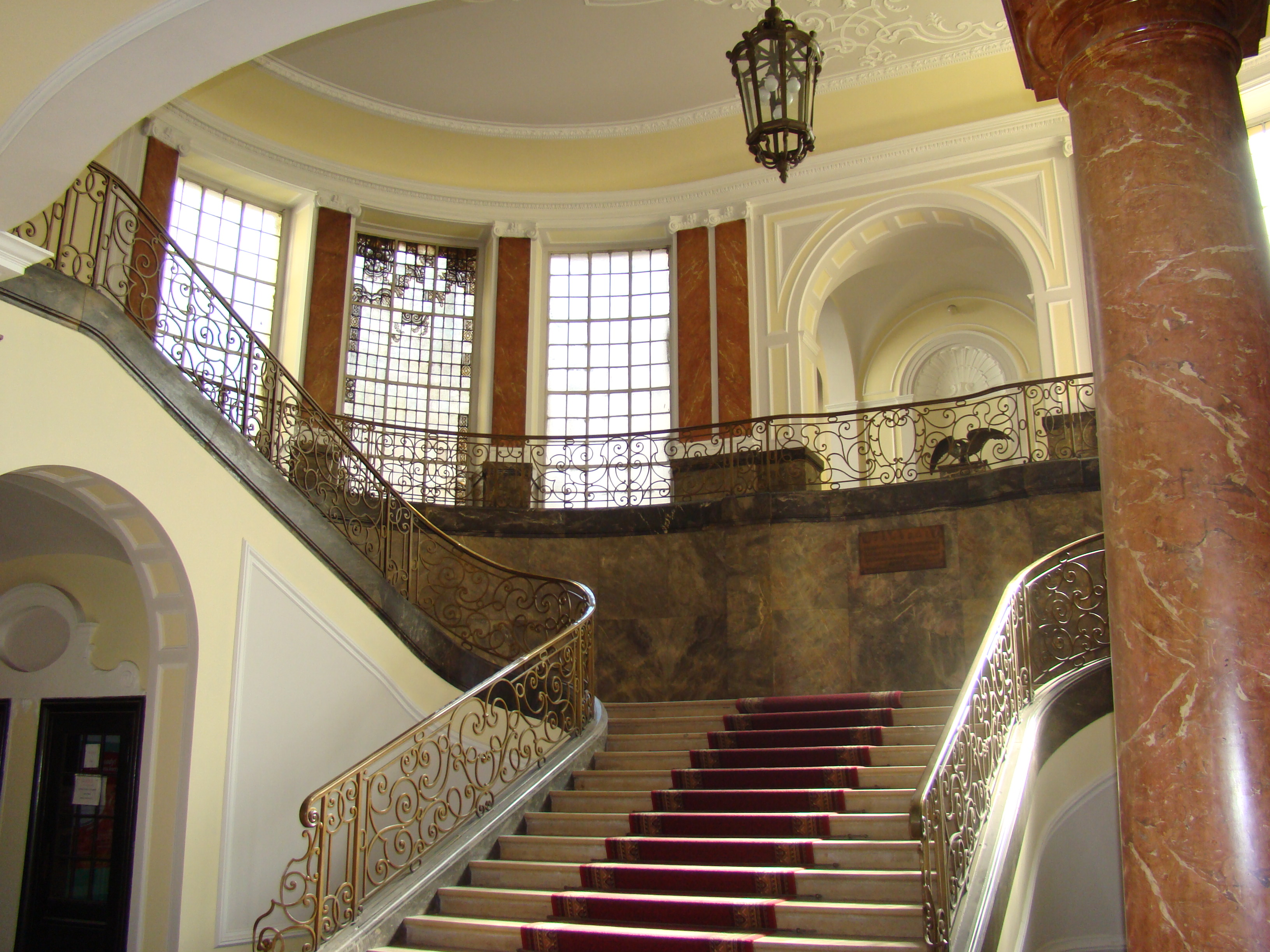
Wnętrze gmachu dyrekcji

Z chwilą powstania w 1921 Wolnego Miasta Gdańska została utworzona Dyrekcja Kolei Wolnego Miasta (Freistadt-Eisenbahn-Direktion). W tym samym roku zarządzanie kolejami przekazano w ręce polskie, tworząc na bazie istniejącej placówki PKP – Dyrekcję Kolei Państwowych w Gdańsku (1921–1929), nazywanej też niekiedy Pomorską Dyrekcją Kolei w Gdańsku (Pommerellische Eisenbahndirektion in Danzig), lub Polsko-Pomorską Dyrekcją Kolei Gdańsk (Polnisch-Pommerellische Eisenbahndirektion Danzig), która następnie zmieniła nazwę na Dyrekcję Okręgową Kolei Państwowych Gdańsk – DOKP Gdańsk (1929–1933). Po wielu konfliktach z władzami WMG, z których największym zarzutem był fakt kierowania przez dyrekcję siecią kolejową nie tylko w tym mieście, lecz na całym Pomorzu, w 1933 władze polskie przeniosły dyrekcję do Torunia, zaś niektóre wydziały do Bydgoszczy, w Gdańsku pozostawiając jedynie podległą bezpośrednio władzom w Warszawie wydzieloną komórkę organizacyjną – Biuro Gdańskie PKP. W latach 1933–1939 funkcjonowało też podległe DOKP w Toruniu, Biuro Portowe PKP w Gdyni. 
Budynek Dyrekcji stanowił jedno z najważniejszych centrów życia polskiego w Wolnym Mieście Gdańsku. Swoje biura, poza kolejarzami, miał tu szereg polskich instytucji i stowarzyszeń. Działały też klasztor Sióstr Dominikanek, ochronka (przedszkole) i biblioteka. 
W pierwszych dniach września 1939 polski punkt oporu w Dyrekcji Kolejowej zdławiła jednostka SS-Wachsturmbann "Eimann". 
Z chwilą wybuchu II wojny światowej w 1939 funkcje zarządzające przejęła nowo utworzona przez Kolej Rzeszy (Deutsche Reichsbahn) Dyrekcja Kolei Rzeszy w Gdańsku (Reichsbahndirektion Danzig – RBD/Rbd Danzig). Terenem jej działania było terytorium Okręgu Rzeszy Gdańsk-Prusy Zachodnie (Reichsgau Danzig-Westpreußen). W 1945 dyrekcję ewakuowano do Lubeki, a dalej w 1946 do Hamburga.
Po wyzwoleniu w 1945 zadania Dyrekcji Kolei Rzeszy w Gdańsku przejęła Dyrekcja Okręgowa Kolei Państwowych – DOKP Gdańsk, najpierw przez kilka miesięcy mająca swą tymczasową siedzibę w Bydgoszczy, a następnie m.in. po zawarciu porozumienia ze Związkiem Radzieckim o przejęciu zarządu kolejami przez PKP na całym obszarze Ziem Odzyskanych, przeniesiona do Gdańska. Z końcem 1962 do DOKP w Gdańsku przyłączono DOKP Olsztyn. W okresie lat 1975–1998 nosiła nazwę Północnej Dyrekcji Okręgowej Kolei Państwowych – PDOKP. W 1975 pożar zniszczył część dachu i poddasza gmachu, który jednak jeszcze w tym samym roku został odbudowany.

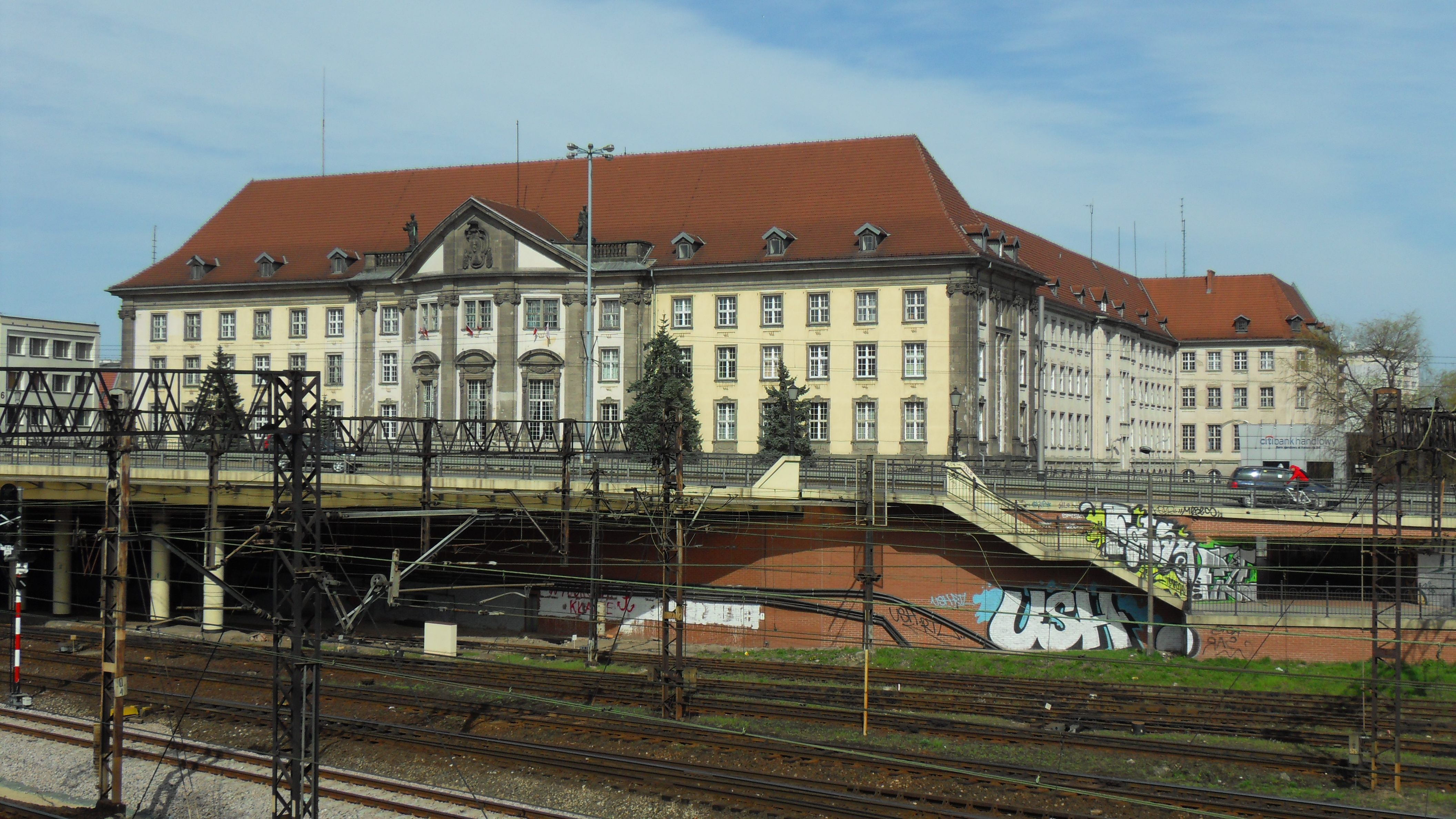
Dyrekcja Kolei i wiadukt Błędnik

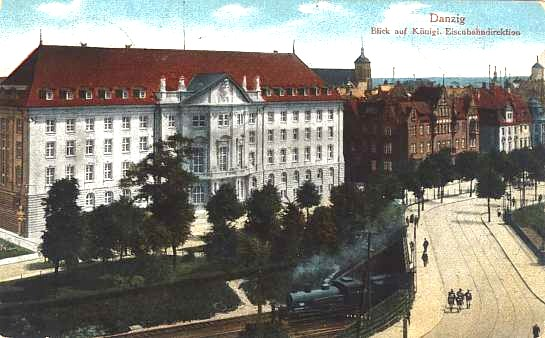
Obiekt dyrekcji po wybudowaniu

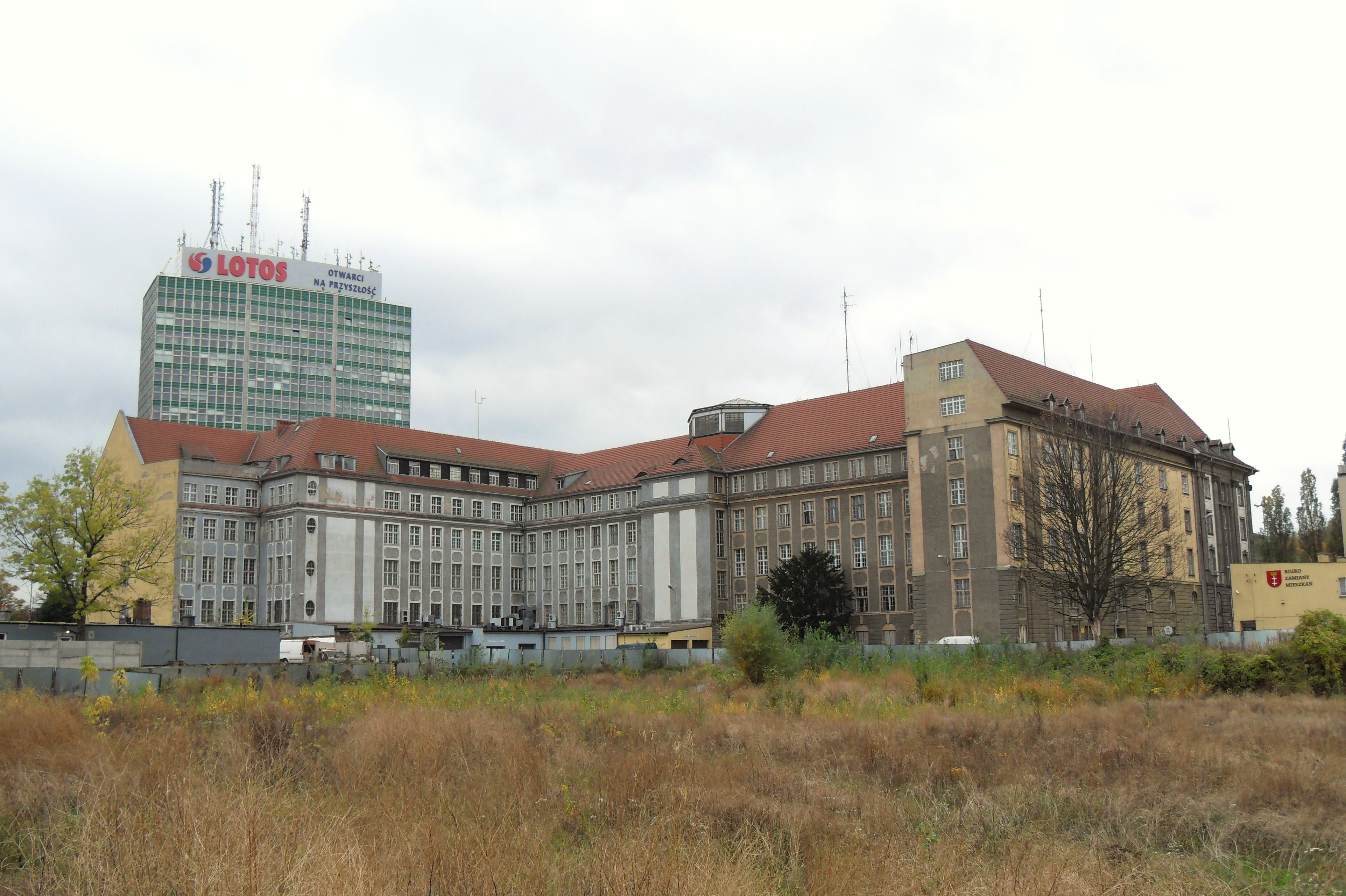
Gmach dyrekcji od strony stoczni, z miejscem zaplanowanej rozbudowy

Po kilkakrotnych zmianach restrukturyzacyjnych w gmachu swoją siedzibę miał jeden z pionów zarządzających centrali PKP – Pion Nieruchomości PKP (1998–2000), Dyrekcja Okręgu Infrastruktury Kolejowej (1998–2001), a następnie od 2002 jednostki wykonawcze szeregu spółek kolejowych, m.in. Oddział Regionalny spółki PKP Polskie Linie Kolejowe SA.
W gmachu dyrekcji w okresie 1979–2008 mieścił się też Ośrodek Muzealny Kolejnictwa, filia Muzeum Kolejnictwa w Warszawie.
Dokonane zmiany restrukturyzacyjne sprawiły, iż obecnie siedzibą wielu komórek średniego szczebla zarządzania spółek kolejowych jest też Gdynia.

## Prezesi / dyrektorzy[6]
- 1895–1899 – Franz Robert Thomé[7]
- 1899–1900 – Paul Eugen Greinert
- 1901–1907 – Paul August Heinsius
- 1908–1920 – dr inż. Fritz Rimrott
- 1920–1929 – Tadeusz Czarnowski
- 1929–1933 – Bogusław Dobrzycki
- 1939–1945 – dr Johannes Wolff
- 1945–1949 – Zbigniew Modliński
- 1949–1950 – inż. Jan Krynicki
- 1950 – Józef Bąk
- 1951–1952 – Henryk Popławski
- 1952–1959 – inż. Jan Krynicki
- 1959–1968 – Józef Tarnawski
- 1969 – Stanisław Malinowski
- 1969–1979 – Stefan Michałowicz
- 1979–1996 – Dominik Adamek
- 1996–1998 – Tadeusz Matyla

## Siedziba
- Pierwsza (w latach 1895–1914) siedziba Dyrekcji Kolei mieściła się w budynkach mieszkalnych Fundacji Szpitala Bożego Ciała przy ul. 3 Maja (Promenade Str./Allee) 25.

- W latach 1911–1914 wybudowano nową siedzibę przy ul. Dyrekcyjnej 2-4 (Am Olivaer Tor 2-4), o pow. 3700 m² i z 265 pokojami dla 500 urzędników. Plan przewidywał rozbudowę budynku w kierunku stoczni, czego nigdy nie zrealizowano[8].